# Радович, Александра
Александра Ра́дович (серб. Александра Радовић; 10 сентября 1974, Богатич, ныне — Мачванский округ Сербии) — сербская певица, композитор и автор текстов в жанре поп-музыки и ритм-н-блюз.
В 1997 году Александра Радович начала работать радиоведущей. С 1998 по 2002 она пела вступительные темы для различных телесериалов.
C момента появления на фестивале «Солнечные лестницы» (Sunčane skale) в 2000 году имеет постоянный успех на просторах бывшей Югославии. Стала одной из самых популярных певиц в Сербии.
Её последний альбом «Жар-птица» (Žar ptica) в 2009 году, стал хитом продаж и завоевал множество наград и был признан лучшим в Сербии.
Признана лучшей поп-певицей 2009 года в Сербии. Лауреат премий песенных фестивалей «Солнечные лестницы» (Sunčane skale, 2003),Beovizija 2003, Radio Festival 2006, Beovizija 2007, Serbian Oscar Of Popularity (2009) и других.

## Дискография

### Альбомы
- 2003: Aleksandra Radović
- 2005: Aleksandra Radović Live
- 2006: Dommino
- 2009: Žar ptica

### Синглы
- 2003: «Kao so u moru»
- 2003: «Još danas»
- 2004: «Ako nikada»
- 2004: «Nema te žene»
- 2004: «Laž»
- 2005: «Karta za jug»
- 2006: «Nisi moj»
- 2006: «Čuvam te»
- 2007: «Sviraj»
- 2009: «Nemoj»
- 2011: «U inat prošlosti»
- 2012: «Čuvaj moje srce»
- 2012: «Ako pogaziš laž»
- 2014: «Sa mnom»
- 2014: «Mali peh»